# José Trajano Mera
José Trajano Mera (1862-1919) fue un escritor y diplomático ecuatoriano.

## Biografía
Nació en 1862. Natural de la localidad ecuatoriana de Ambato, era hijo de Juan León Mera. Estudió Derecho y fundó la Revista Ecuatoriana (1889). Fue cónsul en Europa y llegó en 1890 a España a estudiar en los archivos. Coleccionó sus poesías, propias y traducidas, en Sonetos y sonetillos (Madrid, 1907?). Estrenó en Quito dos juguetes cómicos en 1914, publicándolos en 1915. Falleció en 1919.